# Thespesia lampas
Tra nhỏ (Thespesia lampas) là một danh pháp đồng nghĩa thực vật có hoa trong họ Cẩm quỳ cua Azanza lampas. Loài này được (Cav.) Dalzell & A. Gibson miêu tả khoa học đầu tiên năm 1861.
Loài cây này có ở Việt Nam.